# Алан Мак-Інтайр
Алан Мак-Інтайр (англ. Alan McIntyre, 20 вересня 1949) — новозеландський хокеїст на траві.
Олімпійський чемпіон 1976 року, учасник 1968 року.